# La capanna dello zio Tom (film 1933)
La capanna dello zio Tom, anche conosciuto col titolo La capanna di zio Tom o Il melodramma di Topolino (Mickey's Mellerdrammer) è un cortometraggio del 1933 diretto da Wilfred Jackson e parte della serie Mickey Mouse. La pellicola venne distribuita dalla United Artists e uscì negli USA il 17 o il 18 marzo 1933.

## Titolo
Il titolo originale è una storpiatura della parola inglese "melodrama".

## Trama
Topolino e i suoi amici rappresentano a teatro il romanzo La capanna dello zio Tom di Harriet Beecher Stowe.